# Fernando (football, 1999)
Pour les articles homonymes, voir Fernando.
Fernando dos Santos Pedro, ou plus simplement appelé Fernando, né le 1er mars 1999 à Belo Horizonte, est un footballeur brésilien qui évolue au poste d'avant centre au RB Bragantino.

## Biographie

### Carrière en club
Issu du centre de formation du Palmeiras, qu'il a rejoint en 2016, Fernando fait ses débuts avec le club à l'âge de 18 ans, lors d'un match contre le Vitória en championnat brésilien le 9 novembre 2017.
En 2018, il signe au Chakhtar Donetsk pour 5,5 millions d'euros.
En Ligue des champions, il participe notamment le 1er décembre 2020 au match contre le Real Madrid, gagné 2-0 à Donetsk.

### Carrière en sélection
Le 11 juin 2018, Fernando est convoqué en équipe du Brésil des moins de 20 ans.

## Style de jeu
Jouant majoritairement au poste d'ailier gauche, Fernando est aussi capable de jouer comme avant-centre. Il cite d'ailleurs comme modèles Gabriel Jesus et Neymar.

## Palmarès
| SE Palmeiras - Série A - Vice-champion en 2017 - Campeonato Paulista - Vice-champion en 2018 | Chakhtar Donetsk - Premier Liga - Champion en 2019 et 2020. - Supercoupe d'Ukraine - Finaliste en 2019 et 2021. |